# Arbeitserziehungslager Ohrbeck

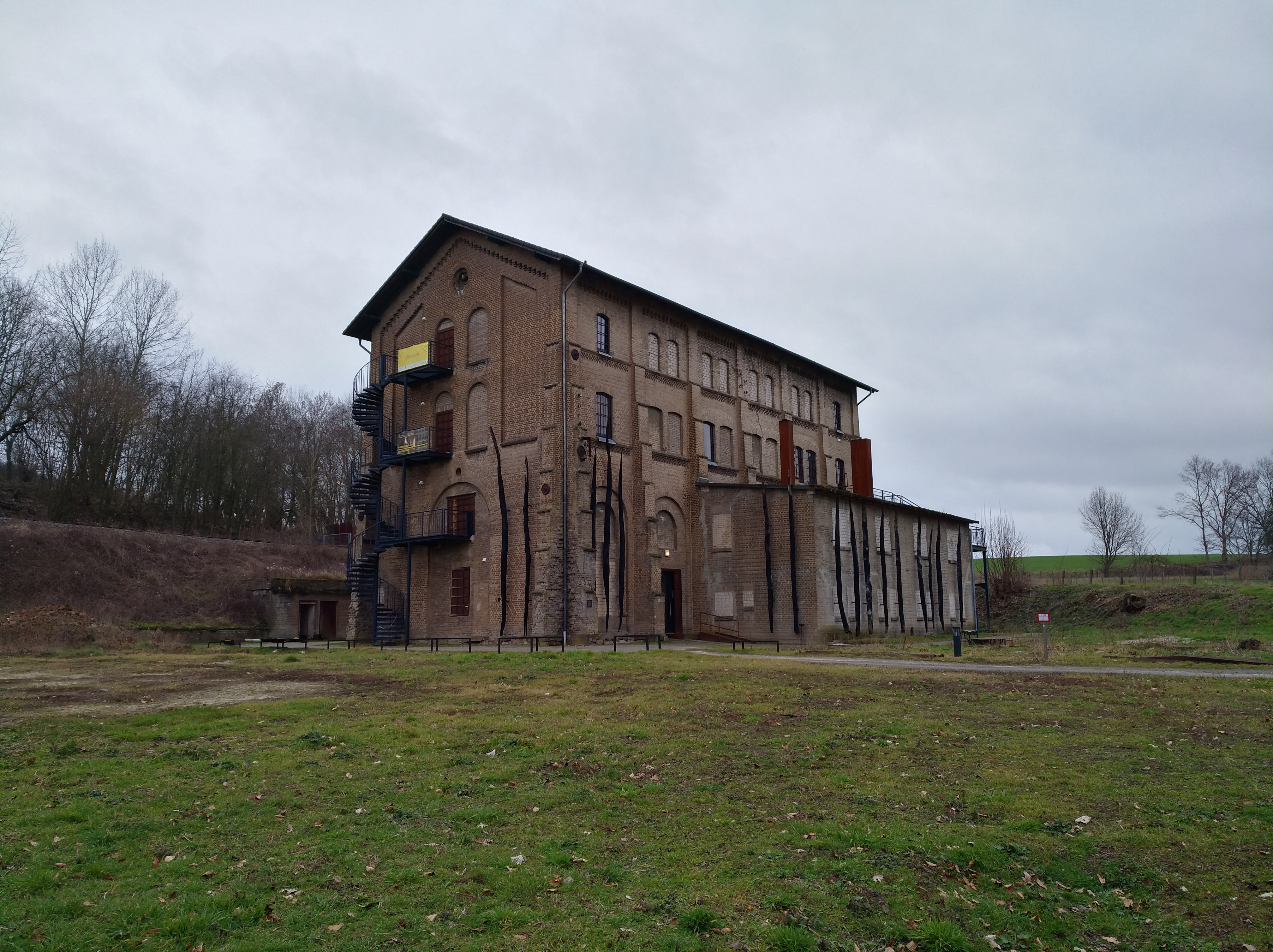
Die alte Pumpstation des Augustaschachts Ohrbeck, 2021

Das Arbeitserziehungslager Ohrbeck (AZ) in Hasbergen-Ohrbeck befand sich in der alten Pumpstation des Augustaschachts Ohrbeck, eines Bergwerks zur Erzgewinnung. Es wurde Anfang 1944 von der Gestapo Osnabrück  als Arbeitserziehungslager eingerichtet. Heute ist es ein Mahnmal zum Gedenken an das Arbeitserziehungslager in der Zeit des Nationalsozialismus. Die am 27. Januar 1998 eingeweihte Gedenkstätte beherbergt eine Dauerausstellung über Zwangsarbeit im Osnabrücker Land und zeigt wechselnde Sonderausstellungen, zum Beispiel über Kriegsgefangene am Piesberg oder über das Kriegsende 1945 in der Region.

## Geschichte
Südwestlich von Osnabrück erstreckt sich der Höhenzug des Hüggel, ein historisches Bergbaugebiet, woran heute noch Stollen und Steinbrüche erinnern. Im 19. Jahrhundert begann das Klöckner-Werk dort mit dem Erz-Abbau, übernahm zu diesem Zweck den Georgs-Marien-Bergwerks- und Hüttenverein und errichtete neben industriellen Anlagen auch eine Eisenbahnverbindung, die Hüggelbahn.
Am nördlichen Eingang zur Hüggelschlucht, direkt an der Stadtgrenze zu Georgsmarienhütte-Holzhausen, liegt in einem Wäldchen direkt neben den Gleisen der Hüttenbahn der Augustaschacht mit der alten Pumpstation, die 1860 erbaut wurde. Anfang 1944 richtete hier die Gestapo Osnabrück ein Arbeitserziehungslager ein, das vor allem der Bestrafung „auffällig“ gewordener ausländischer Zwangsarbeiter diente. Es war eines von insgesamt etwa 100 Lagern der Kategorie AEL oder AZL, die zwischen 1940 und 1945 von der Gestapo betrieben wurden. Auch deutsche Häftlinge gab es zuweilen in diesen Lagern, sie waren aber gegenüber den Ausländern bei weitem in der Minderzahl.
Das auch „AZ-Lager Ohrbeck“ genannte Lager war zeitweise eine Zweigstelle des größeren Arbeitserziehungslager Farge und bestand rund 15 Monate, bis der Krieg für den Osnabrücker Raum Anfang April 1945 zu Ende ging. Nach der Befreiung des AZ-Lagers plünderten die Insassen die umliegenden Höfe, bei denen es auch zu tödlichen Zwischenfällen kam. Es ist wahrscheinlich von rund 2.000 Häftlingen durchlaufen worden, die durchschnittlich für acht Wochen, mitunter auch erheblich länger, einsaßen. Unter den Häftlingen waren insgesamt 17 Nationen vertreten. Die größte Gruppe bildeten dabei die Niederländer, von denen etwa 500 namentlich bekannt sind. Die Häftlinge wurden zur Zwangsarbeit im nahe gelegenen Hüttenwerk oder zum Räumen von Bombentrümmern in Osnabrück eingesetzt. 
In Ohrbeck lebten jeweils etwa 250 Insassen. Der Aufenthalt als Häftling dauerte in der als Erziehungslager genutzten Stätte zumeist nur wenige Wochen. Dann wurden die Zwangsarbeiter zurück an ihren ursprünglichen Einsatzort gebracht.

### Augustaschacht im Wandel der Zeit
- 1876: Einrichtung des Augustaschachtgebäudes als Pumpenstation für das Stahlwerk Georgsmarienhütte
- um 1923: Einbau von Werkstätten in das Gebäude
- 1939–1942: Der Augustaschacht wird Gefangenenlager für französische Kriegsgefangene
- 1943: Einrichtung eines Lagers für Zwangsarbeiter aus der damaligen Sowjetunion
- 1944–1945: Nutzung als Arbeitserziehungslager Ohrbeck der Osnabrücker Gestapo
- 1945–1970: Gebäude dient als Wohnhaus für Ausgebombte, Flüchtlinge und Heimatvertriebene
- 1993: Beginn der Erforschung des Arbeitserziehungslagers Ohrbeck durch Volker Issmer
- 1998: Einrichtung des Mahnmals Augustaschacht
- 1999: Sanierung des Gebäudedaches
- 2000: Veröffentlichung der Dokumentation von Volker Issmer über das Arbeitserziehungslager; Gründung des Vereins im Rathaus Osnabrück
- 2001: Erste Ausgrabungen der Werkstatt Georgsmarienhütte und der Musik- und Kunstschule der Stadt
- 2002: Kauf des Augustaschachtes durch den 2000 gegründeten Verein; Einrichtung einer Geschäftsstelle am Georgsmarienhütter Kasinopark; Beginn der Begegnungen mit ehemaligen Zwangsarbeitern
- 2003: Erste Öffnung des Gebäudes für die Öffentlichkeit im Rahmen einer Kunstausstellung
- 2004: Ausstellung von Truus Menger (NL) und Volker-Johannes Trieb mit Installationen und Gedichttafeln im Außenbereich; Aufmaß und Umbauplanung des Augustaschachtes durch den Architekten Helmut von der Heyde mit Euregio-Geldern
- 2005: Eröffnung der ersten Ausstellung „... ich habe oft gedacht, ich schaff es nicht“ – Fremdarbeit von Papenburg bis Melle; Einrichtung einer internationalen Freiwilligenstelle mit dem Europäischen Freiwilligendienst und der Aktion Sühnezeichen Friedensdienste
- 2006: Beginn des Umbaus zur Gedenkstätte; Durchführung eines Internationalen Sommerlagers
- 2007: Suche nach Inschriften in den ehemaligen Zellen im Osnabrücker Schloss mit der Gedenkstätte Gestapokeller
- 2008: Eröffnung der Gedenkstätte am Ende der Umbauarbeiten
- 2009: Einrichtung der Fachbibliothek
- 2020:  Eröffnung der Dauerausstellung Polizeigewalt und Zwangsarbeit

## Initiative Augustaschacht

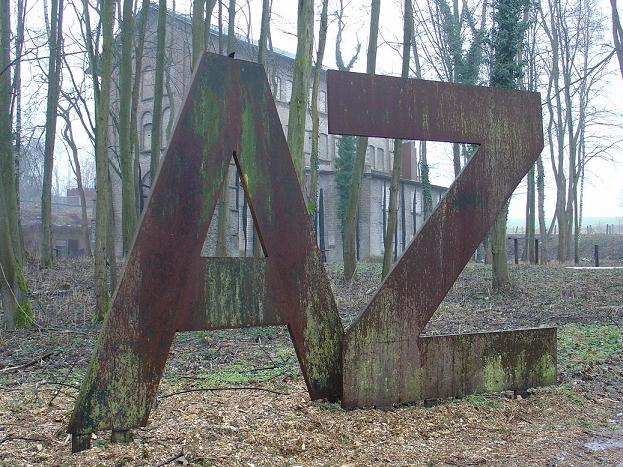
Mahnmal Augustaschacht Ohrbeck von Volker-Johannes Trieb; AZ steht für „Arbeitszucht“

Im Januar 2000 wurde im Osnabrücker Rathaus unter dem Namen „Initiative Augustaschacht“ ein Verein gegründet, der das ehemalige Pumphaus und das umliegende Gelände des ehemaligen Arbeitserziehungslagers zu einer Stätte der Erinnerung, Forschung, Lehre und Begegnung machen will. Die bisherige Eigentümerin, das Stahlwerk Georgsmarienhütte GmbH, verkaufte das Gebäude im Januar 2002 für den symbolischen Betrag von einem Euro an den Verein zur Gedenkstättenarbeit. 
Grundlage der Vereinsgründung waren Überlegungen des Historikers Volker Issmer und von Michael Gander, Geschäftsführer der Initiative Augustaschacht, zur künftigen Nutzung des Augustaschachtes, bei denen fünf Schwerpunkte im Vordergrund stehen: erinnern, forschen, lernen, begegnen, zusammenarbeiten. 
Die Initiative von Privatleuten ließ das zugemauerte Industriedenkmal und Pumpwerk öffnen. Zu Tage kamen ausgetretene Treppen, der Schlafsaal der Zwangsarbeiter, eine Reihe von Zellen, zerfallene Waschstellen, rostige Nägel in den Wänden, die an die Geschichte des Orts erinnern. 
Die Finanzierung der Gedenkstätte erfolgt durch das Land, den Landkreis und die Stadt Osnabrück und die Gemeinden Georgsmarienhütte, Hagen und Hasbergen.
Im Jahr 2016 führten Schüler auf dem Gelände eine Ausgrabung durch. Am 11. September 2016 eröffnete die damalige niedersächsische Ministerin für Wissenschaft und Kultur Gabriele Heinen-Kljajic in der Gedenkstätte Augustaschacht landesweit für Niedersachsen den Tag des offenen Denkmals, dessen Motto „Gemeinsam Denkmale erhalten“ lautete. Im Mittelpunkt der Veranstaltung stand das ehrenamtliche Engagement derjenigen, die Gebäude und Denkmäler vor dem Verfall bewahren, beispielhaft an der Gedenkstättenarbeit am Augustaschacht.

## Mahnmal
In der Gedenkstätte „Augustaschacht“ wird heute an die NS-Herrschaft und an deren Opfer erinnert. Sie soll zum Verständnis der Bedeutung von Demokratie und Menschenrechten beitragen. Um die Düsternis des Ortes zu unterstreichen, hat der Künstler Volker-Johannes Trieb an den Außenwänden meterlange, verkohlte Baumstümpfe angebracht. Außerdem wurde am Bahndamm oberhalb des Augustaschachts ein Mahnmal aus rostigen Metallstelen mit den Namen ehemaliger Häftlinge errichtet.